# Allonitis nasutus
Allonitis nasutus là một loài bọ cánh cứng trong họ Bọ hung (Scarabaeidae).